# Louny
Louny (niem. Laun) – miasto w Czechach, w kraju usteckim. Według danych z 31 grudnia 2003 powierzchnia miasta wynosiła 2 428 ha, a liczba jego mieszkańców 19 147 osób.

## Demografia
| Rok             | 1970   | 1980   | 1991   | 2001   | 2003   |
| --------------- | ------ | ------ | ------ | ------ | ------ |
| Liczba ludności | 13 452 | 17 543 | 20 812 | 19 639 | 19 147 |

Źródło: Czeski Urząd Statystyczny

## Stanowisko archeologiczne
W 1955 czeska archeolog Ivana Pleinerova w trakcie przeprowadzanych badań archeologicznych wzdłuż doliny rzeki Ochrzy natrafiła na osadę kultury praskiej datowana na przełom V i VI wieku. Chaty w osadzie zbudowane były na planie prostokąta, lekko zagłębione w ziemię. Chaty wsparte były na 6 słupach po trzy z każdego krótszego boku. Na terenie osady znaleziono również pozostałości używanych naczyń glinianych, żelaznych noży, kościanych szydeł i grzebieni. Na terenie osady znaleziono również świadectwa pokojowego współżycia plemion słowiańskich i germańskich. 

## Gospodarka
W mieście znajdują się zakłady naprawcze taboru kolejowego, mięsne, młynarskie, cukrownicze, piwowarskie, wyrobu porcelany technicznej i instrumentów muzycznych.
W mieście jest stacja kolejowa Louny.

## Urodzeni w mieście
- Karolína Plíšková – czeska tenisistka
- Kristýna Plíšková – czeska tenisistka
- Rika Fane - czeska aktorka